# Стадион ФК Обилић
Стадион ФК Обилић, раније стадион Милоша Обилића, је фудбалски стадион у Београду, Србија. Лоциран је на Пашином брду. Стадион може да прими 4.508 гледалаца.
Стадион је био домаћин многих утакмица млађих фудбалских репрезентација.

## Изградња
Стадион је изграђен нелегално, без иједне дозволе, током деведесетих година 20. века. Испод јужне трибине стадиона налази се масовна гробница са посмртним остацима најмање 700 немачких војника, припадника злогласне дивизије Принц Еуген, који су стрељани у октобру 1944.